# Каролина фон Хоенцолерн-Зигмаринген
Анунциата Каролина Йоахима Антоанета Амалия фон Хоенцолерн-Зигмаринген (на немски: Annunziata KAROLINE Joachime Antoinette Amalie von Hohenzollern-Sigmaringen; * 6 юни 1810 в дворец в Краухенвиз близо до Зигмаринген; † 21 юни 1885 в дворец Зигмаринген) е принцеса от Хоенцолерн-Зигмаринген и чрез женитби графиня на Хоенцолерн-Хехинген и Валдбург.
Тя е дъщеря на княз Карл фон Хоенцолерн-Зигмаринген (1785 – 1853) и съпругата му френската принцеса Мария Антуанет Мюра (1793 – 1847), дъщеря на Пиер Мюра (1748 – 1792) и Луиза (1762 – 1793). Майка ѝ е племенница на Жоашен Мюра (1767 – 1815), крал на Неапол (1808 – 1815), който е женен за Каролина Бонапарт, сестра на Наполеон I.
Тя е сестра на Карл Антон фон Хоенцолерн-Зигмаринген (1811 – 1885), последният княз на Хоенцолерн-Зигмаринген (от 27 август 1848 до 7 декември 1849).
Тя умира на 21 юни 1885 г. на 75 години в дворец Зигмаринген.

## Фамилия
Каролина фон Хоенцолерн-Зигмаринген се омъжва на 7 януари 1839 г. в Зигмаринген за граф Фридрих Франц Антон фон Хоенцолерн-Хехинген (* 3 ноември 1790, Раковник, Бохемия; † 14 декември 1847 в Пиещяни, Словакия), син на граф фелдмаршал Фридрих Франц Ксавер фон Хоенцолерн-Хехинген (1757 – 1844) и графиня Тереза фон Вилденщайн (1763 – 1835). Те нямат деца.
Каролина фон Хоенцолерн-Зигмаринген се омъжва втори път на 2 февруари 1850 г. в манастир Лихтентал за Йохан Щегер фон Валдбург (* 1822; † 4 април 1882). Те нямат деца.